# Arbeits- und Konzentrationslager Sereď

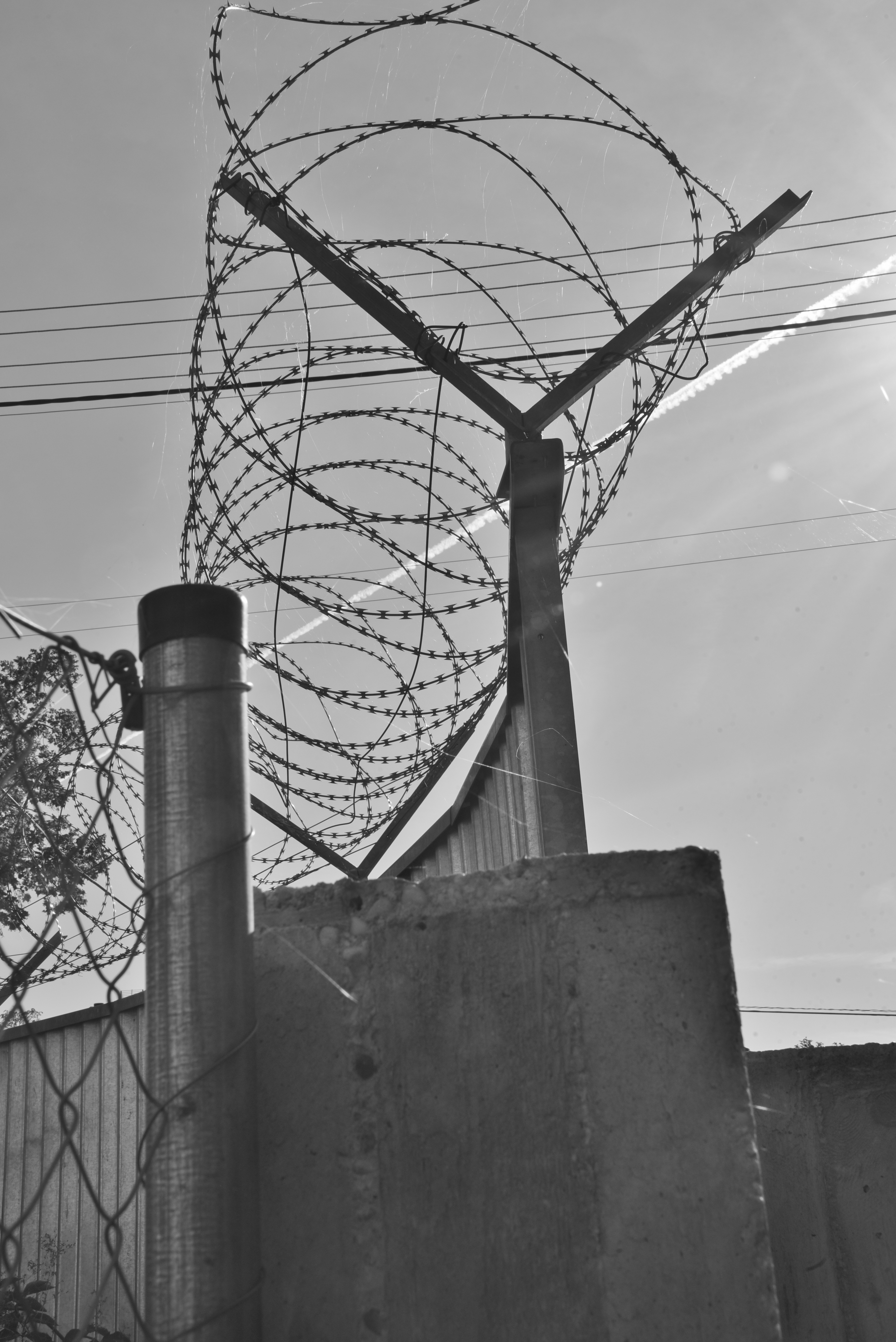
Mauer des früheren Konzentrationslagers (2017)

Das Arbeits- und Konzentrationslager Sereď bestand von Oktober 1941 bis April 1945 in der westslowakischen Stadt Sereď. Der Slowakische Staat war ein Satellitenstaat des Deutschen Reiches, 1939 abgespalten von der Tschecho-Slowakischen Republik.
Aufgabe dieses Lagers war es von Beginn an, die aus der Slowakei zu deportierenden Juden auf der Grundlage ausgearbeiteter Listen aus dem Land hier zu konzentrieren und sie für die „Abschiebung“ in die Todeslager bereitzuhalten.
Ab November 1942 erfolgten längere Zeit keine Transporte mehr. Nach der Niederschlagung des Slowakischen Nationalaufstands kam es durch SS-Einheiten von Ende September 1944 bis Ende März 1945 zu weiteren Deportationen aus der nun besetzten Slowakei in den Tod in das Konzentrationslager Auschwitz-Birkenau. Deutscher KZ-Kommandant wurde Alois Brunner.

## Historischer Hintergrund
Per Regierungsdekret Nr. 198/1941 über die Rechtsstellung der Juden vom 9. September 1941 (auch bekannt als Judenkodex, slowakisch Židovský kódex) wurde die jüdische Bevölkerung der Slowakischen Republik ihrer verbliebenen Menschen- und Bürgerrechte beraubt. Laut Dekret waren alle Juden zwischen 16 und 60 Jahren, soweit arbeitslos, verpflichtet, Arbeit zu leisten, die ihnen vom Innenministerium zugeteilt wurde.

## Sereď 1

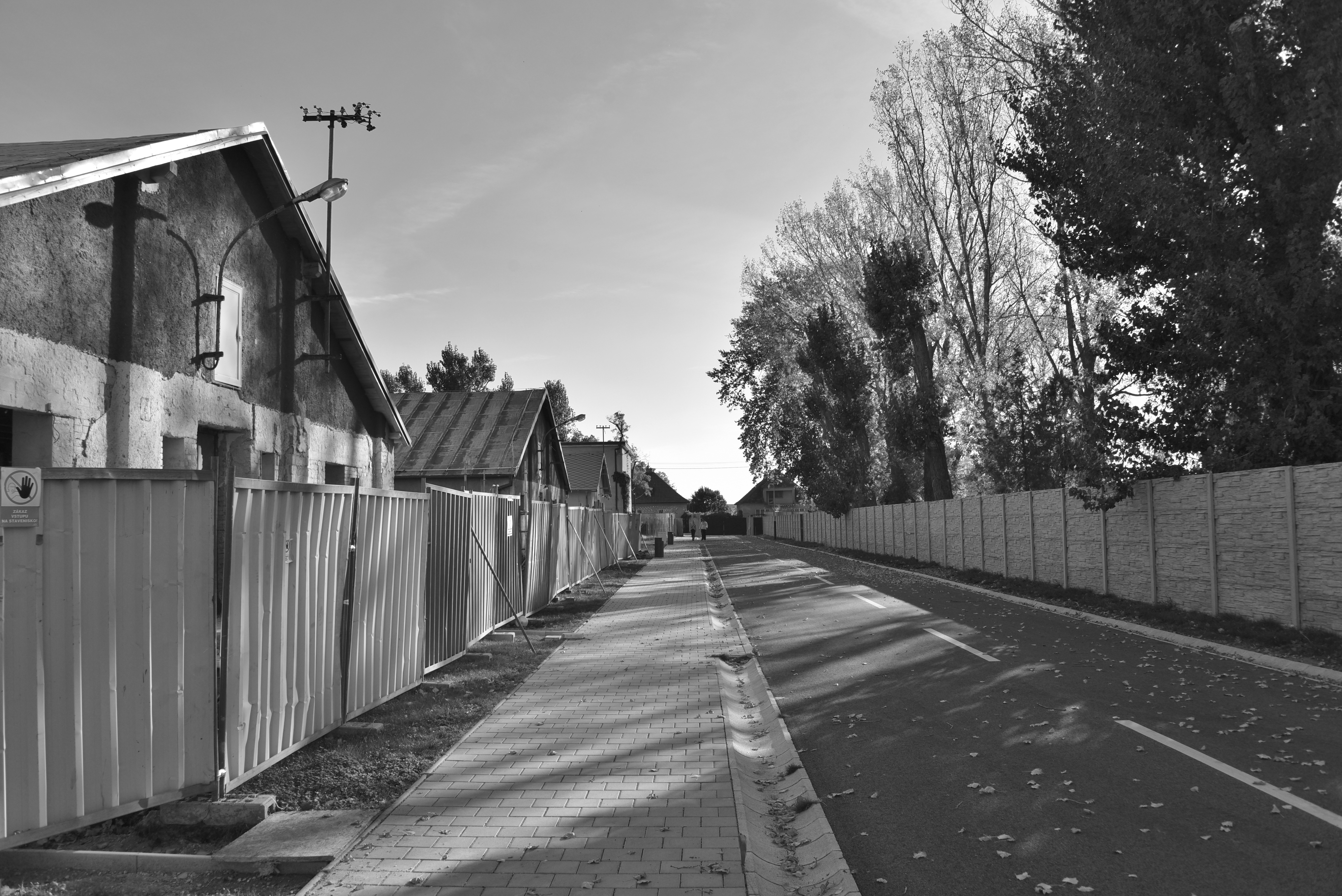
Das Gelände des KZ Sereď, Oktober 2017

Binnen eines Monats nach Erlass des Dekrets gründete das Ministerium ein Zwangsarbeitslager für Juden in Sereď. Jüdische Handwerker wurden dorthin geschickt, um ein Militärlager nahe der Stadt zu renovieren und für jüdische Zwangsarbeiter vorzubereiten. Die slowakischen Behörden warteten jedoch nicht den Abschluss der Bautätigkeiten ab, sondern begannen mit der Einweisung von jüdischen Frauen, Männern und Kindern, die für die Deportation nach Polen vorgesehen waren.
Zeitgleich fand im Frühjahr 1942 die erste Massendeportation statt und das Arbeitslager wurde schon mit halb fertigen Produktionsstätten eröffnet. Das Lager verfügte über eine Schreinerei, eine Spielzeugfabrik, eine Schneiderei und weitere Werkstätten. Es wurde ursprünglich von der Hlinka-Garde bewacht. Juden wurden von ihnen auf unterschiedliche Weise gedemütigt. Während der ersten Welle der Deportationen aus der Slowakei diente Sereď sowohl als Arbeits- als auch als Transitlager. 4.463 Menschen wurden mit fünf Transporten von Sereď – im Rahmen der ersten Deportationswelle – in Konzentrations- und Vernichtungslager im deutsch besetzten Polen deportiert. Die meisten von ihnen überlebten nicht. Die letzten zwei Züge deportierten Patienten aus dem jüdischen Krankenhaus in Sereď und körperlich und geistig behinderte Menschen aus verschiedenen medizinischen Instituten.
Danach verbesserten sich die Bedingungen im Lager deutlich. Die Produktion wurde ausgedehnt, Waren aus dem Lager wurden sowohl von staatlichen Stellen bestellt als auch auf zivilen Märkten verkauft. Nach den Deportationen des Jahres 1942 befanden sich rund tausend Personen im Lager, im Folgejahr erhöhte sich die Belegschaft auf rund 1.300. Es gab Kindergärten und eine Grundschule, einen Sportplatz und ein Kulturprogramm, Sprachkurse und Vorträge. Es wurde ein jüdischer Lagerrat gebildet, der unter Leitung von Alexander Pressburger stand. Es gab genug zu essen und die Insassen erhielten Ausgangserlaubnis.
In der letzten Phase der slowakischen Kontrolle über das Lager wurde es von der Polizei bewacht. Als es ab August 1944 zum Slowakischen Nationalaufstand kam, öffneten die Wächter die Tore und ließen zahlreiche Juden entkommen. Viele Gefangene schlossen sich dem Nationalaufstand an.

## Sereď 2

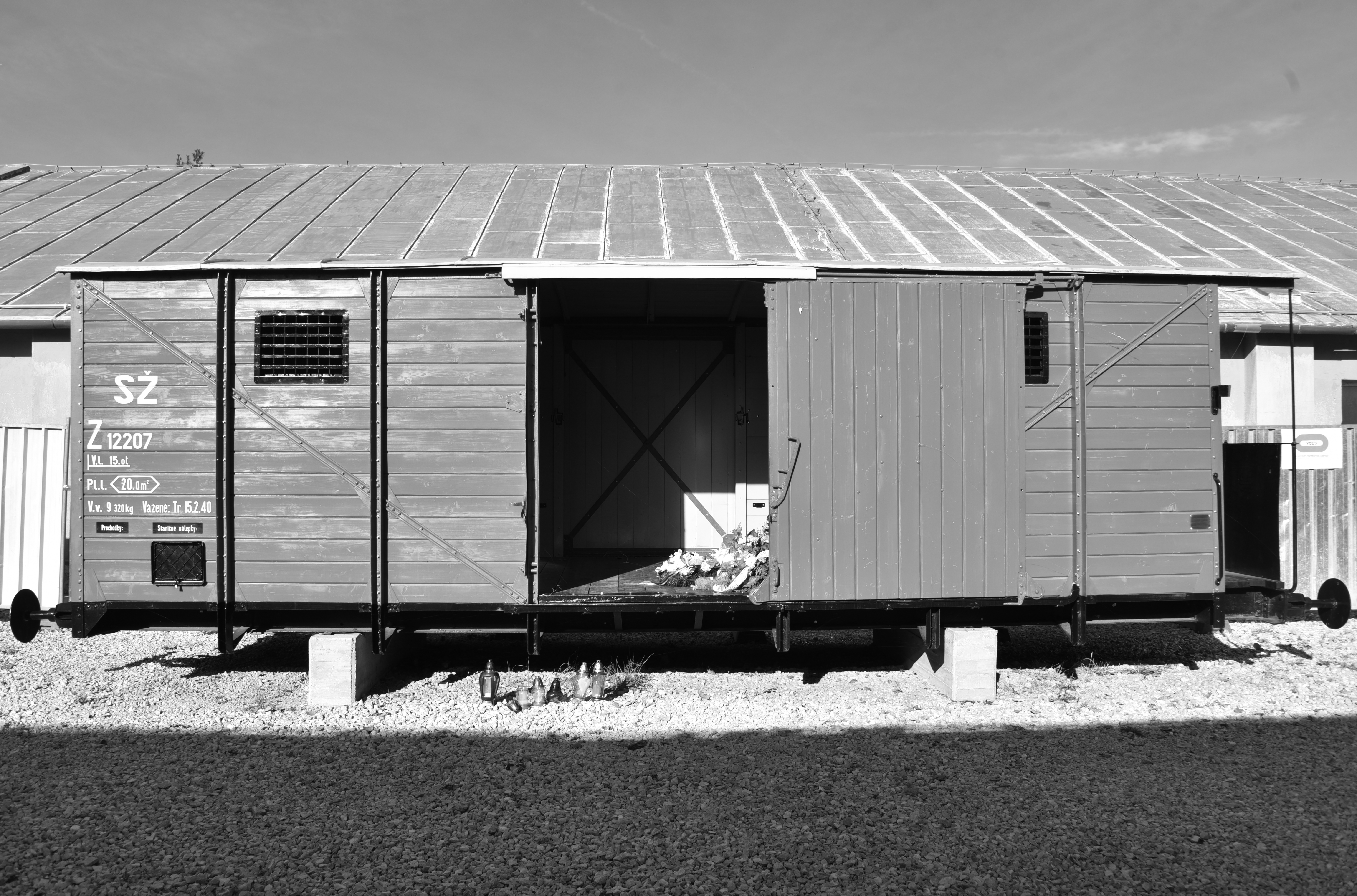
Transportwaggon der Slovenské železnice im Holocaust-Museum

Im September 1944 wurde das Arbeitslager in ein Konzentrationslager unter SS-Leitung umfunktioniert. Lagerleiter wurde Franz Knollmayer, der aus Bratislava stammte. SS-Angehörige begingen schwere Verbrechen an den Gefangenen, darunter Folter, Vergewaltigung und Mord. Da die Vergewaltigungen jüdischer Frauen als Verletzung der Rassengesetze bewertet wurden, verlor Knollmeyer seine Funktion und wurde durch Alois Brunner ersetzt. Dieser bekam den Auftrag, die „Judenfrage“ in der Slowakei endgültig zu lösen. Sereď wurde zum Dreh- und Angelpunkt der zweiten Deportationswelle. Getrennt inhaftiert waren Soldaten der slowakischen Aufstandsbewegung, Partisanen und Menschen, denen die Unterstützung des Aufstandes vorgeworfen wurden. Brunner organisierte elf Zugtransporte nach Auschwitz, Sachsenhausen, Ravensbrück und Theresienstadt. Dabei wurden 13.500 Juden verschleppt. Der letzte Transport verließ Sereď am 31. März 1945, kurz vor der Befreiung durch die Rote Armee.

## Sereď Holocaust Museum
Heute ist das Lager eine nationale Gedenkstätte der Slowakischen Republik. Es stellt das einzige erhaltene NS-Lager in der Slowakei dar, da die Lager von Nováky und Vyhne nicht erhalten blieben. Im ehemaligen Lager wurde das Sereď Holocaust Museum eingerichtet. Es wurde im Januar 2016 in Anwesenheit von Holocaust-Überlebenden und des slowakischen Präsidenten eröffnet. Es sprachen der slowakische Ministerpräsident, Robert Fico und der Vizepräsident der Knesset, Jitzchak Waknin, es sang Shmuel Barzilai, Oberkantor der Israelitischen Kultusgemeinde in Wien. Das Kaddisch wurde von Baruch Myers rezitiert, Rabbiner von Bratislava.
Das Museum veranstaltet Ausstellungen über die jüdische Kultur, das Leben im Lager, den Holocaust sowie die Verfolgung der Roma und Sinti.